# تگاسرود
تگاسرود آگونیست گیرنده‌های سروتونین است که در درمان سندرم روده تحریک پذیر و یبوست به کار می‌رود.
این دارو افزایش دهنده حرکات دستگاه گوارش پروکینتیک است و آگونیست نسبی گیرنده5HT4است و در درمان سندرم روده تحریک پذیر با شکل غالب یبوست در خانم‌های کمتر از 55 سال و نیز برای یبوست مزمن ایدیوپاتیک کاربرد داشته ولی به دلیل عوارض قلبی عروقی در سال 2007 از بازار دارویی دنیا جمع‌آوری شد.